# Little House I Used To Live In
Little House I Used To Live In – kompozycja Franka Zappy pochodząca z płyty Burnt Weeny Sandwich.

## Charakterystyka utworu
Ukazuje on zamiłowanie kompozytora to musicalowych form utworów. Używane są instrumenty, z których na ogół nie korzysta rockowy zespół, lecz orkiestra. Możemy tu usłyszeć wszelkiego rodzaju piszczałki, organy, klawesyn, skrzypce i sekcje dętą. Ilość instrumentów kojarzonych z zespołem rockowym takich jak gitara, bas i perkusja również jest zwiększona (2 gitary, 1 bas, 2 perkusje). Struktura kompozycji jest złożoną mieszanką tematów, wariacji na ich temat, improwizacji oraz odniesień do innych utworów autora, co czyni ją jedną z najbardziej oryginalnych kompozycji Franka Zappy.

## Struktura utworu

### Schemat
- 0:00 – Solo na fortepianie
  - Ian Underwood – fortepian

- 1:43 Temat I
  - Frank Zappa – gitara
  - Lowell George – gitara
  - Don Preston – organy
  - Buzz Gardner – trąbka
  - Ian Underwood – piszczałki
  - Bunk Gardner – piszczałki
  - Roy Estrada – gitara basowa
  - Jimmy Carl Black – perkusja
  - Arthur Tripp – perkusja

- 2:10 Przejście perkusyjne

- 2:14 Wprowadzenie do Tematu II

- 2:18 Temat II

- 2:50 Temat III (wersja wolna)

- 3:05 Przejście

- 3:27 Temat III (wersja szybka)

- 3:38 Temat II

- 3:54 Temat III

- 4:03 Przejście

- 4:18 Solo na gitarze
  - Frank Zappa – gitara
  - Arthur Tripp – perkusja

- 5:14 Improwizacje (metrum 3/4)
  - Don „Sugarcane” Harris – skrzypce (popis)
  - Don Preston – fortepian (popis)
  - Roy Estrada – gitara basowa
  - Jimmy Carl Black – perkusja

- 11:08 Improwizacje (metrum 4/4)

- 13:36 Przejście (Temat IV)
  - Frank Zappa – gitara
  - Ian Underwood klawesyn, piszczałki
  - Buzz Gardner – trąbka
  - Bunk Gardner – piszczałki
  - Arthur Tripp – perkusja

- 15:00 Finał
  - Frank Zappa – organy, gitara
  - Roy Estrada – gitara basowa
  - Arthur Tripp – perkusja

- 17:15 Koniec utworu / Rozmowa końcowa
  - Odgłosy koncertu z Royal Albert Hall, 6 czerwca 1969
  - Frank Zappa – głos

## Rozmowa końcowa

### Oryginał
- Frank Zappa: Thank you, good night... Thank you, if you'll... if you sit down and be quiet, we'll make an attempt to, ah, perform Brown Shoes Don’t Make It.
- Mężczyzna w mundurze: Back on your seats, come on, we'll help you back to your seats, come on...
- Mężczyzna z publiczności: Take that man out of here! Oh! Go away! Take that uniform off man! Take off that uniform before it's fuckin' too late, man!
- Frank Zappa: Everybody in this room is wearing a uniform, and don't kid yourself.
- Mężczyzna z publiczności: ...man!
- Frank Zappa: You'll hurt your throat, stop it!

### Tłumaczenie
- Frank Zappa: Dziękuję, dobranoc... Dziękuję, jeżeli... jeżeli usiądziecie i będziecie cicho, spróbujemy, aa, zagrać Brown Shoes Don’t Make It.
- Mężczyzna w mundurze: Proszę wrócić na swoje miejsce, no już, pomożemy wrócić panu na swoje miejsce, no już...
- Mężczyzna z publoczności: Weźcie tego faceta stąd! Oh! Idź sobie! Zdejmij to ubranie, facet! Zdejmij ten mundur zanim będzie k**** za późno, facet!
- Frank Zappa: Wszyscy w tej sali mają na sobie ubranie, nie ośmieszaj się.
- Mężczyzna z publiczności: ...facet!
- Frank Zappa: Zedrzesz sobie gardło, przestań!

## Występowanie utworu

### Jako Little House I Used To Live In
Oficjalnie jako Little House I Used To Live In występuje jedynie na Burnt Weeny Sandwich i Fillmore East – June 1971. Nieoficjalnie można ją usłyszeć na bootlegach: "Electric Aunt Jemima", "Freaks & Motherfu*#@%!" i "Tengo Na Minchia Tanta".

### Pod innymi nazwami
Kompozycja ta występuje również pod takimi nazwami jak "Little House", "The Little House I Used to Live In", "Little House I Used to Live In", "Return of the Hunchback Duke", "The Return of the Son of the Hunchback Duke", "The Duke", "200 Motels" czy "Twinkle Tits". Można je spotkać na płytach: You Can’t Do That on Stage Anymore vol. 5 i innych nagraniach koncertowych.